# Lepithrix vredendalensis
Lepithrix vredendalensis är en skalbaggsart som beskrevs av Dombrow 2007. Lepithrix vredendalensis ingår i släktet Lepithrix och familjen Melolonthidae. Inga underarter finns listade i Catalogue of Life.